# Eleccions municipals de 1999 a Alcover
Les eleccions municipals de 1999 a Alcover van ser unes eleccions locals que es van celebrar el diumenge 13 de juny de 1999 a Alcover, a l'Alt Camp, com a part de les eleccions municipals espanyoles. Es van triar els 11 regidors de l'Ajuntament d'Alcover.
Aquestes eleccions va ser una de les més importants en la política local de la vila perquè va suposar el trencament del llarg domini convergent que, des del 1979, havien mantingut l'alcaldia. Un nou partit polític independent d'àmbit local, Alcoverencs pel Canvi, es va imposar a les urnes.

## Context
Convergència i Unió portava dominant la política local des del 1979, les primeres eleccions democràtiques posteriors a la dictadura franquista.

## Sistema electoral
Les eleccions als ajuntaments de l'Estat espanyol estan fixades per celebrar-se el quart diumenge de maig cada quatre anys. El sistema electoral fa servir la regla D'Hondt amb representació proporcional, llistes tancades i una barrera electoral del 5% dels vots vàlids, que inclou els vots en blanc. La votació per a l'assemblea local es basa en el sufragi universal.
En les eleccions municipals, la circumscripció electoral és el municipi i el nombre d'escons (o sigui, regidors) a triar del municipi es determina en funció del nombre d'habitants censats en aquest. En el cas d'Alcover, que en aquell moment tenia 3.664 habitants, l'hi corresponia 11 regidors.

## Candidatures
El 18 de maig del mateix any, la Junta Electoral de Zona de Valls va proclamar cinc candidatures del municipi d'Alcover en el Butlletí Oficial de la Província de Tarragona.
| Partit polític | Partit polític                                             | Cap de llista                    | Resta de candidats |
| -------------- | ---------------------------------------------------------- | -------------------------------- | --- |
|                | Alcoverencs pel Canvi (ApC)                                | Anton Ferré Fons                 | Llista - Buenaventura Figueras Busquets - Ángel Mora Clares - Sónia Martínez Navarro - Vinceç Lloret Roig - José Gutiérrez Gutiérrez - Joan Francesc Puig Torbellino - Teresa Roca Ramón - Pedro Antonio Figueras Jové - Marta Francisca Molné Barberà - Pere Prats Aluma Suplents: Lluís Rosich Homs, Josefa Méndez Higuero, Carles Banús Villarroya |
|                | Convergència i Unió (CiU)                                  | Carles Vidal Bové (CDC)          | Llista - Juan Cortés Oriol (Ind.) - Agustí Xavier Subirats Cid (Ind.) - Pedro García Vidal (UDC) - María Rosa Ollé Llauradó (Ind.) - Luís Camps Marcelino (CDC) - José María Girona Puig (UDC) - Sandra Romeu Jiménez (Ind.) - José Ángel Ramia Ruiz (Ind.) - Remei Gilabert Masqué (Ind.) - Carmen García Veciana (CDC) Suplents: Jaume Rey Roca (Ind.), Eduardo Tudores Banús (Ind.), Joaquín Vila Vidal (Ind.)                                                          |
|                | Esquerra Republicana de Catalunya-Acord Municipal (ERC-AM) | Pere Roig Masqué (Ind.)          | Llista - Lluís Maria Roca Girona (Ind.) - María Isabel Torres Carnicé - José Roca Rosich - José Barberà Gomis - Indaleci Puig Aixalà - Lluís Català Roca - Joan Carles Gironès Campaña - Josep Maria Tell Vives - Francesc Fuguet Molné - Nicolasa García Martínez (Ind.) Suplents: María Sanromà Ramón (Ind.), José Maria Trenchs Agullet (Ind.), Josep María Magrané García (Ind.)                                                                                       |
|                | PSC-Progrés Municipal (PSC-PM)                             | María Jesús Comino Montes (Ind.) | Llista - Francesc Granja Roig - Ramón Mestre Coll - José López Castillo (Ind.) - Julián Sánchez Araque - Anna Álvarez Cámara - José Muñoz Fernández - José Daniel Girona Puig - Martín Ramos Eslava - Dolores Gallego Orozco (Ind.) - Lorenzo Gutiérrez Gutiérrez (Ind.) Suplents: Pedro Sánchez Delicado, Antonio Sánchez Araque, Antonio Molero Ávila |
|                | Partit Popular (PP)                                        | José María Casellas Carbó        | Llista - Salvador Roig Fuguet - Manuel García Martínez (Ind.) - José de la Caridad Torres Hernández (Ind.) - Juan Luís Santiago Gallego (Ind.) - Jorge Panisello Cornelles (Ind.) - Juan Antón Barberà Ferré (Ind.) - Antonio Magrané París - Augusto Samaranch García Pérez del Ingerto (Ind.) - José Martínez Díaz (Ind.) - María Teresa Solé Arévalo (Ind.) Suplents: Domingo Borrego Madrugada (Ind.), Antonio Magrané Campanioni (Ind.), Pedro de Miquel Trill (Ind.) |

## Jornada electoral

### Constitució de les meses
En aquell moment, Alcover tenia una població de 3.664 habitants, dels quals 2.990 persones van ser cridades a votar en alguna de les 4 meses que es van constituir al municipi.

### Participació
La participació en aquestes eleccions va ser de 76,5%, el qual cosa implica que un total de 2.286 ciutadans del municipi van decidir exercir el seu dret a vot. Comparant aquesta participació amb la mitjana catalana, Alcover va registrar una xifra molt més alta, situant-se en 20,6 punts percentuals per sobre.
A continuació, es presenta una taula amb els percentatges de participació registrats a diferents hores del dia de les eleccions:
| Hores              | Alcover        |
| ------------------ | -------------- |
| Participació (14h) | 36,8% ( 5,3%)  |
| Participació (18h) | 57,4% ( 10,4%) |
| Participació (20h) | 76,5% ( 12,0%) |

## Resultats
Un nou partit polític independent d'àmbit local, Alcoverencs pel Canvi, va guanyar les eleccions, derrotant els convergents portaven guanyant-les totes des del 1979. Els independents els va faltar un escó per assolir la majoria absoluta i van pactar amb els socialistes, que només es va quedar en una sola regidora, per formar un govern conjunt. La socialista va assumir la regidoria de Benestar Social.
Després de vuit anys sense candidatura, els republicans van presentar-la en aquestes eleccions i van aconseguir un escó i 241 vots. En canvi, el PP perd l'únic escó que va aconseguir en les darreres eleccions.